# جزيرة هيلتون هيد (كارولاينا الجنوبية)
جزيرة هيلتون هيد (بالإنجليزية: Hilton Head Island, South Carolina)‏ هي مدينة منتجع [الإنجليزية] تقع في الولايات المتحدة في كارولاينا الجنوبية. يقدر عدد سكانها بـ 37,099 نسمة ومساحتها 179.1 كم2 وترتفع عن سطح البحر 3 متر.

## التركيبة السكانية
حدّد مكتب تعداد الولايات المتحدة بيانات التركيبة السكانية لجزيرة هيلتون هيد في تعداد الولايات المتحدة. في ما يلي، التركيبة السكانية حسب تعدادي 2000 و2010.

### تعداد عام 2000
بلغ عدد سكان جزيرة هيلتون هيد 33,862 نسمة بحسب تعداد عام 2000، وبلغ عدد الأسر 14,408 أسرة وعدد العائلات 9,899 عائلة مقيمة في البلدة. في حين سجلت الكثافة السكانية 189.1 نسمة لكل كيلومتر مربع (489.8/ميل2). وبلغ عدد الوحدات السكنية 24,647 وحدة بمتوسط كثافة قدره 137.7 لكل كيلومتر مربع (356.6/ميل2).
وتوزع التركيب العرقي للبلدة بنسبة 85.33% من البيض و8.26% من الأمريكيين الأفارقة و0.14% من الأمريكيين الأصليين و0.55% من الأمريكيين ذوي الأصول الآسيوية و0.02% من سكان جزر المحيط الهادئ و4.48% من الأعراق الأخرى و1.21% من عرقين مختلطين أو أكثر و11.48% من الهسبانيون أو اللاتينيون من أي عرق.
بلغ عدد الأسر 14,408 أسرة كانت نسبة 22.7% منها لديها أطفال تحت سن الثامنة عشر تعيش معهم، وبلغت نسبة الأزواج القاطنين مع بعضهم البعض 59.6% من أصل المجموع الكلي للأسر، ونسبة 6.2% من الأسر كان لديها معيلات من الإناث دون وجود شريك، بينما كانت نسبة 2.9% من الأسر لديها معيلون من الذكور دون وجود شريكة وكانت نسبة 31.3% من غير العائلات. تألفت نسبة 23.8% من أصل جميع الأسر من عدة أفراد يعيشون في نفس المنزل ونسبة 11.3% كانت تتألف من شخص يعيش بمفرده يبلغ من العمر 65 عاماً أو أكثر. وبلغ متوسط حجم الأسرة المعيشية 2.32، أما متوسط حجم العائلات فبلغ 2.68.
بلغ العمر الوسطي للسكان 46.0 عاماً. وكانت نسبة 17.3% من القاطنين تحت سن الثامنة عشر، وكانت نسبة 6.4% بين الثامنة عشر والرابعة والعشرين عاماً، ونسبة 24.4% كانت واقعةً في الفئة العمرية ما بين الخامسة والعشرين والرابعة والأربعين عاماً، ونسبة 27.2% كانت ما بين الخامسة والأربعين والرابعة والستين، ونسبة 23.4% كانت ضمن فئة الخامسة والستين عاماً فما فوق. يوجد لكل 100 أنثى 99.8 ذكر، ويوجد لكل 100 أنثى في الثامنة عشر من عمرها فما فوق 98.5 ذكر.
بلغ متوسط دخل الأسرة في البلدة 60,438 دولارًا، أما متوسط دخل العائلة فبلغ 71,211 دولارًا. وكان متوسط دخل الذكور 37,262 دولارًا مقابل 30,271 دولارًا للإناث. وسجل دخل الفرد الخاص بالبلدة 36,621 دولارًا. وكانت نسبة 4.7% من العائلات ونسبة 7.3% من السكان تحت خط الفقر، وكان من هؤلاء نسبة 10% تحت سن الثامنة عشر ونسبة 2.7% في الخامسة والستين من العمر وما فوق.

### تعداد عام 2010
بلغ عدد سكان جزيرة هيلتون هيد 37,099 نسمة بحسب تعداد عام 2010، وبلغ عدد الأسر 16,535 أسرة وعدد العائلات 10,700 عائلة مقيمة في البلدة. في حين سجلت الكثافة السكانية 207.2 نسمة لكل كيلومتر مربع (536.6/ميل2). وبلغ عدد الوحدات السكنية 33,306 وحدة بمتوسط كثافة قدره 186 لكل كيلومتر مربع (481.7/ميل2).
وتوزع التركيب العرقي للبلدة بنسبة 82.89% من البيض و7.46% من الأمريكيين الأفارقة و0.15% من الأمريكيين الأصليين و0.91% من الأمريكيين ذوي الأصول الآسيوية و0.06% من سكان جزر المحيط الهادئ و7.31% من الأعراق الأخرى و1.22% من عرقين مختلطين أو أكثر و15.80% من الهسبانيون أو اللاتينيون من أي عرق.
بلغ عدد الأسر 16,535 أسرة كانت نسبة 20.2% منها لديها أطفال تحت سن الثامنة عشر تعيش معهم، وبلغت نسبة الأزواج القاطنين مع بعضهم البعض 54.7% من أصل المجموع الكلي للأسر، ونسبة 6.8% من الأسر كان لديها معيلات من الإناث دون وجود شريك، بينما كانت نسبة 3.2% من الأسر لديها معيلون من الذكور دون وجود شريكة وكانت نسبة 35.3% من غير العائلات. تألفت نسبة 28.3% من أصل جميع الأسر من عدة أفراد يعيشون في نفس المنزل ونسبة 14% كانت تتألف من شخص يعيش بمفرده يبلغ من العمر 65 عاماً أو أكثر. وبلغ متوسط حجم الأسرة المعيشية 2.23، أما متوسط حجم العائلات فبلغ 2.66.
بلغ العمر الوسطي للسكان 50.9 عاماً. وكانت نسبة 16.6% من القاطنين تحت سن الثامنة عشر، وكانت نسبة 5.9% بين الثامنة عشر والرابعة والعشرين عاماً، ونسبة 20.4% كانت واقعةً في الفئة العمرية ما بين الخامسة والعشرين والرابعة والأربعين عاماً، ونسبة 28.3% كانت ما بين الخامسة والأربعين والرابعة والستين، ونسبة 28.8% كانت ضمن فئة الخامسة والستين عاماً فما فوق. وتوزع التركيب الجنسي للسكان بنسبة 49.1% ذكور و50.9% إناث.

## أعلام
- بوب ديفيز
- كريس باتلر
- ريان هارتمان
- واين سيمونز
- ريان كيلي